# Gerbillus pyramidum
Gerbillus pyramidum är en däggdjursart som beskrevs av Geoffroy 1825. Gerbillus pyramidum ingår i släktet Gerbillus och familjen råttdjur. IUCN kategoriserar arten globalt som livskraftig. Inga underarter finns listade i Catalogue of Life.

## Utseende
Djuret är den största ökenråttan i Egypten.
Arten blir 10,2 till 13,5 cm lång (huvud och bål), har en 12,8 till 18,0 cm lång svans och väger 37 till 67 g. Bakfötterna är 3,0 till 3,9 cm långa och öronen är 1,4 till 2,0 cm stora. Pälsen på ovansidan bildas av hår som är gråa nära roten och annars orange till brun. Allmänt är pälsen mörkast på ryggens topp. Undersidan är täckt av vit päls. På stjärten kan en mer eller mindre stor vit fläck finnas. Djuret har hår på bakfötternas fotsulor. Vid svansens slut förekommer en tofs av längre svarta hår. Honor har fyra par spenar.

## Utbredning
Arten lever i Sahara och angränsande torra landskap från östra Mali till Egypten. Habitatet utgörs av sandiga öknar och halvöknar.

## Ekologi
Gerbillus pyramidum är aktiv på natten och den gräver liksom andra ökenråttor ett underjordiskt tunnelsystem, ofta vid trädens eller buskarnas rötter. I boet lagras frön och gräs som senare äts. Exemplar i fångenskap åt även hirs och gurka. Antagligen bildas större flockar som delar reviret. Fortplantningen är främst kopplad till regntiden och kan sträcka sig in i den torra perioden. Efter cirka 22 dagar dräktighet föds upp till fem ungar som är nakna och blinda. De öppnar sina ögon efter 19 eller 20 dagar och efter 25 till 30 dagar slutar honan med digivning. Ungarna är efter 110 till 120 dagar full utvecklade. Exemplar i fångenskap levde upp till två år.
Enligt en annan källa lever vuxna individer ensam när honan inte är brunstig. Ökenråttan bär ofta avföring från kameler till boet på grund av att den innehåller många frön.

## Bildgalleri

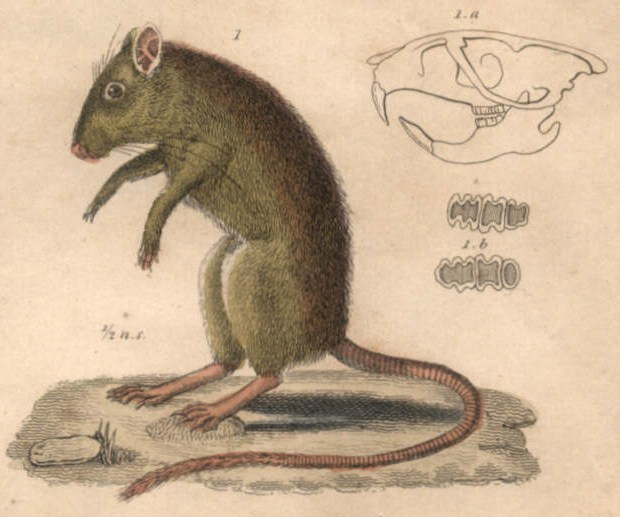